# Janowiec Wielkopolski (gemeente)
De gemeente Janowiec Wielkopolski is een stad- en landgemeente in het Poolse woiwodschap Koejavië-Pommeren, in powiat Żniński.
De zetel van de gemeente is in Janowiec Wielkopolski.
Op 30 juni 2004 telde de gemeente 9355 inwoners.

## Oppervlakte gegevens
In 2002 bedroeg de totale oppervlakte van gemeente Janowiec Wielkopolski 130,74 km², waarvan:
- agrarisch gebied: 84%
- bossen: 5%

De gemeente beslaat 13,28% van de totale oppervlakte van de powiat.

## Demografie
Stand op 30 juni 2004:
| Omschrijving                   | Totaal | Totaal | Vrouwen | Vrouwen | Mannen | Mannen |
| ------------------------------ | ------ | ------ | ------- | ------- | ------ | ------ |
| eenheid                        | aantal | %      | aantal  | %       | aantal | %      |
| inwoners                       | 9355   | 100    | 4740    | 50,7    | 4615   | 49,3   |
| bevolkingsdichtheid (inw./km²) | 71,6   | 71,6   | 36,3    | 36,3    | 35,3   | 35,3   |

In 2002 bedroeg het gemiddelde inkomen per inwoner 1417,29 zł.

## Administratieve plaatsen (sołectwo)
Bielawy, Brudzyń, Chrzanowo, Flantrowo, Gącz, Janowiec-Wieś, Juncewo, Kołdrąb, Laskowo, Miniszewo, Obiecanowo, Ośno, Posługowo, Świątkowo, Tonowo, Wełna, Włoszanowo, Wybranowo, Zrazim, Żerniki, Żużoły.

## Aangrenzende gemeenten
Damasławek, Mieleszyn, Mieścisko, Rogowo, Żnin
- Virtual International Authority File: 107151110851737062717